# 備中箕島駅
備中箕島駅（びっちゅうみしまえき）は、岡山県岡山市南区箕島字濱前にある、西日本旅客鉄道（JR西日本）宇野線の駅である。宇野方面に向かう「宇野みなと線」と、本四備讃線に直通する「瀬戸大橋線」の、双方の愛称区間に含まれている。駅番号は宇野みなと線がJR-L05、瀬戸大橋線がJR-M05。
普通列車のみ停車する。

## 歴史
- 1939年（昭和14年）1月1日：宇野線の妹尾 - 早島間に新設開業[2]。
- 1940年（昭和15年）11月1日：営業休止[2]。
- 1950年（昭和25年）11月14日：営業再開[3][2]。
- 1987年（昭和62年）4月1日：国鉄分割民営化により、西日本旅客鉄道（JR西日本）の駅となる[1]。
- 2007年（平成19年）
  - 7月15日：ICOCA対応の簡易型自動改札機設置。
  - 9月1日：ICカード「ICOCA」の利用が可能となる。
- 2008年（平成20年）10月：ホームのかさ上げ工事が完成。

## 駅構造
茶屋町方面に向かって右側に単式ホーム1面1線を有する地上駅。棒線駅のため、岡山方面行きと四国方面行きの双方が同一ホームに発着する。なお、2008年（平成20年）10月までにホームのかさ上げ工事がなされた。
岡山駅管理の無人駅で駅舎はなく、直接ホームに入る形になっている。入口付近に乗車券回収箱が、待合所内に簡易型自動改札機が設置されているが、トイレは設けられていない。ICOCA利用可能駅（相互利用可能ICカードはICOCAの項を参照）。

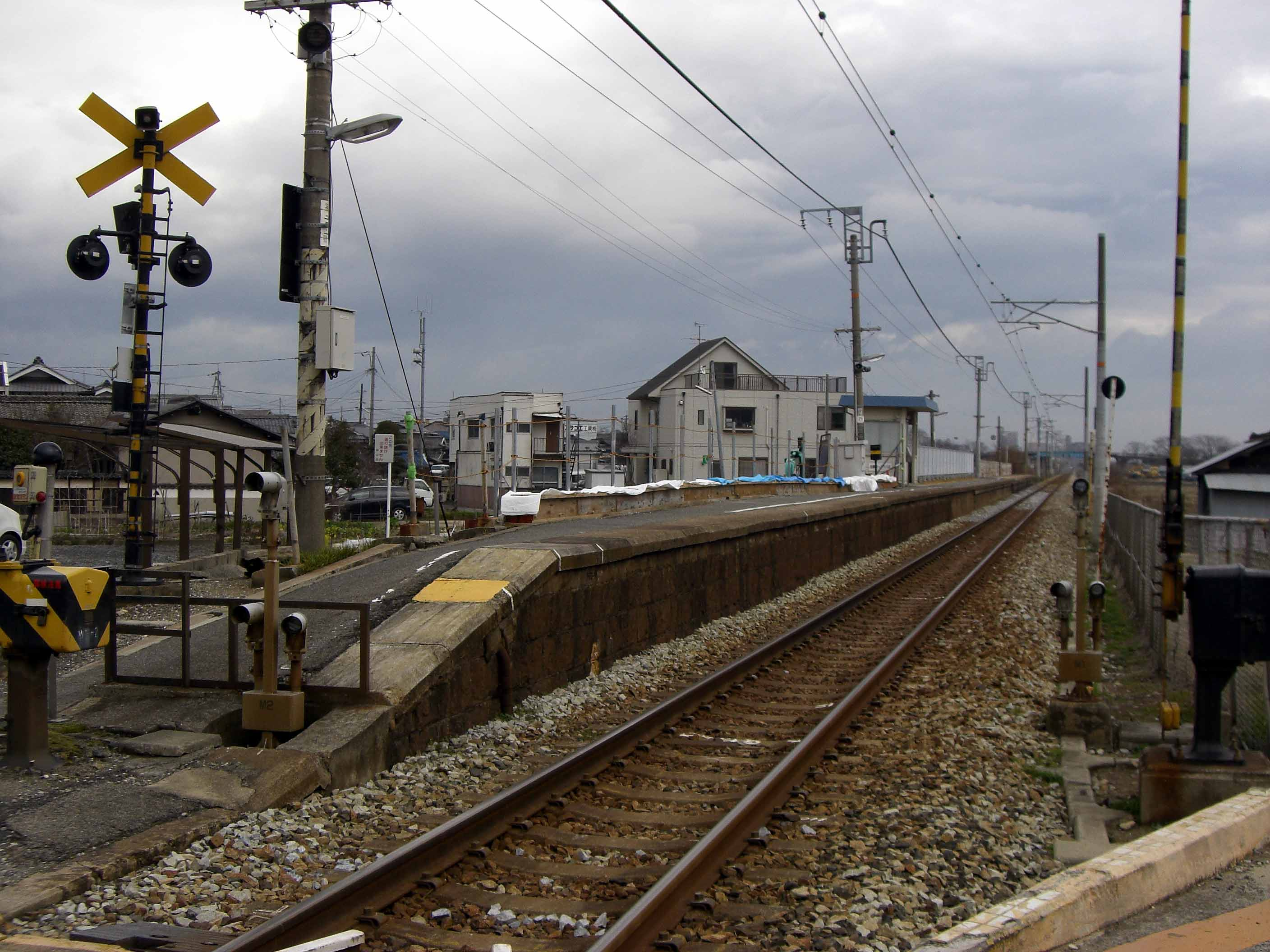
構内（2007年2月）
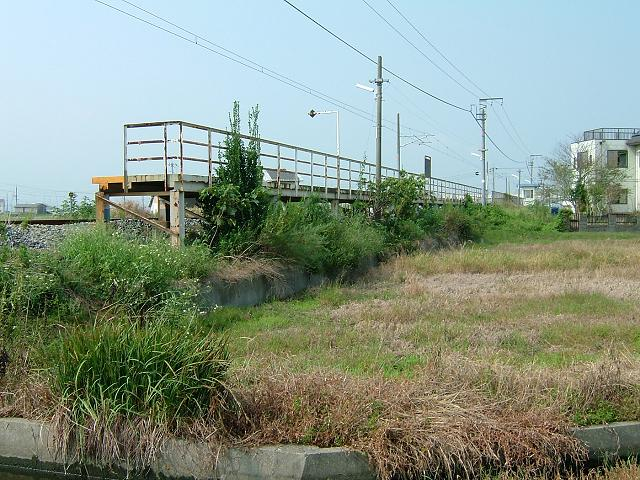
ホーム（2005年9月）

## 利用状況
1日の平均乗車人員は以下の通りである。
| 乗車人員推移 | 乗車人員推移 |
| 年度         | 1日平均人数  |
| ------------ | ------------ |
| 1999         | 141          |
| 2000         | 138          |
| 2001         | 126          |
| 2002         | 145          |
| 2003         | 145          |
| 2004         | 118          |
| 2005         | 114          |
| 2006         | 105          |
| 2007         | 110          |
| 2008         | 106          |
| 2009         | 94           |
| 2010         | 101          |
| 2011         | 114          |
| 2012         | 125          |
| 2013         | 137          |
| 2014         | 147          |
| 2015         | 158          |
| 2016         | 165          |
| 2017         | 177          |
| 2018         | 176          |
| 2019         | 201          |
| 2020         | 168          |
| 2021         | 174          |

## 駅周辺
駅前（ホーム側）に海母山正福寺という寺院がある。その周辺は住宅地となっており、工場もこちら側に設けられている。ホームの反対側は水田が大きく広がるが、民家が点在する。駅付近には墓地が設けられている。
- 岡山市南区役所妹尾地域センター
- 岡山西ふれあいセンター
- 岡山市立せのお病院
- 岡山市立箕島小学校
- 浅越製作所
- アサゴエ工業
- 岡山県道21号岡山児島線 - 駅西側はバイパス、駅東側は現道

## 複線化工事に関して
瀬戸大橋高速鉄道保有により、当駅 - 久々原駅間の複線化工事が2006年（平成18年）の完成をめどに進められていたが、環境アセスメントを盛り込まず計画したミスが見付かったため、複線化区間の使用開始は2009年（平成21年）1月25日と大幅に遅れることとなった。なお、当駅の西側（茶屋町方）と東側（岡山方）に岡山県道21号岡山児島線の跨線橋が設けられているが、（複線化が考慮されていないため、）妹尾駅と当駅との間の複線化は困難となっている。複線区間自体も正確には当駅より茶屋町寄りからとなっており、当駅は単式ホームのままとなった。なお、これに伴い複線区間の分岐の前後に場内・出発信号機が設けられたが、これはあくまで早島駅の設備であり、当駅付近から早島駅まではの複線部分は同駅の構内扱いである（この解釈に従うと、当駅 - 早島駅間は複線区間に含まれないことになる）。よって、当駅の旅客設備自体は停留所の状態のままである。

## その他
- ICOCAの使用履歴について、当駅は「備箕島」と表記されている。

## 隣の駅
西日本旅客鉄道（JR西日本）
 宇野みなと線（宇野線）・ 瀬戸大橋線（本四備讃線直通）
■快速「マリンライナー」・■快速（岡山 - 茶屋町）
通過
■普通
妹尾駅 (JR-L04/JR-M04) - 備中箕島駅 (JR-L05/JR-M05) - 早島駅 (JR-L06/JR-M06)